# Sjötorps varv
Sjötorps varv var ett reparationsvarv och nybyggnadsvarv, i Sjötorp.
Vid anläggandet av Göta kanal byggdes en smedja i Sjötorp 1811 och en torrdocka 1820-23. Torrdockan arrenderades av Göta kanalbolaget till Johannes Larsson, som började bygga pråmar och efter hand större fartyg. De första ångfartygen började byggas 1852. Sjötorps varv byggde fartyg med träskrov med bord på trä- eller stålspant.
Sjötorps varv tillverkade sitt sista ångfartyg 1921 och därefter var det huvudsakligen ett reparations- och ombyggnadsvarv. Det sista nybyggda träfartyget levererades till Ryssland 1952.
Sjötorps varv drevs av tre generationer Groth mellan 1877 och 1976. Sixten Groth (1855–1910) tog över varvet 1877 och ledde en stark expansion av rörelsen. Han byggde också fartyg för egen räkning och för partrederier med sig själv som delägare. Varvet övertogs vid Sixten Groths död 1910 av sonen Gustav Groth, och av Åke Groth, efter Gustav Groths död 1943.
År 1976 övertogs varvet av Göta kanalbolaget för att vara i första hand ett underhållsvarv för fritidsbåtar. Varvet byggde dock också ett fåtal arbetsbåtar i stål för Vänern.

## Byggda båtar i urval
- 1891 Don Carlos, segelfartyg
- 1905 Gunhild af Lidingö, segelfartyg
- 1905 Hulda, segelfartyg
- 1915 Linnéa, skonare
- 1920 Skonaren Ingo
- 1932 Westkust, segelfartyg
- 1936 S/Y Hamlet, segelfartyg[1]
- 1943-1944 krigsfiskekuttrarna KFK 136 och KFK 137
- 1947 Paddan 4, sightseeingbåt
- 1967 Pilot 559, lotsbåt för Sjöfartsverket